# Гайнц фон Дафідсон
Гайнц фон Дафідсон (нім. Heinz von Davidson; 29 грудня 1918, Кіль — 25 травня 2004) — німецький офіцер-підводник, капітан-лейтенант крігсмаріне.

## Біографія
3 квітня 1937 року вступив на флот. З 2 квітня 1939 року служив на торпедному катері T10. 1 вересня 1939 року відряджений в морську авіацію. З 15 травня 1941 по  2 лютого 1942 року — спостерігач 1-ї ескадрильї 196-ї групи бортової авіації. 15-23 травня 1941 року служив на важкому крейсері «Адмірал Гіппер», з 22 вересня 1941 року — на лінкорі «Тірпіц», з 7 жовтня 1941 року — на важкому крейсері «Лютцов». З 3 лютого по 13 липня 1942 року пройшов курс підводника. З 14 липня 1942 року — 1-й вахтовий офіцер на підводному човні U-135. З 28 грудня 1942 по 1 лютого 1943 року пройшов курс командира човна. З 27 лютого 1943 по 9 травня 1945 року — командир U-281, на якому здійснив 4 походи (разом 179 днів у морі). В травні був взятий в полон британськими військами. 1 липня 1947 року звільнений.

## Звання
- Кандидат в офіцери (3 квітня 1937)
- Морський кадет (21 вересня 1937)
- Фенріх-цур-зее (1 травня 1938)
- Оберфенріх-цур-зее (1 липня 1939)
- Лейтенант-цур-зее (1 серпня 1939)
- Оберлейтенант-цур-зее (1 вересня 1941)
- Капітан-лейтенант (1 серпня 1944)

## Нагороди
- Залізний хрест
  - 2-го класу (16 квітня 1940)
  - 1-го класу (5 листопада 1941)
- Нагрудний знак спостерігача (11 липня 1940)
- Авіаційна планка розвідника
  - в сріблі (29 травня 1941)
  - в золоті (8 листопада 1941)
- Нагрудний знак флоту (5 лютого 1942)
- Нагрудний знак підводника (28 грудня 1942)
- Фронтова планка підводника
  - в бронзі (8 листопада 1944)
  - в сріблі (20 квітня 1945)